# Autour à tête grise
Tachyspiza poliocephala
Espèce
Statut de conservation UICN

 LC  : Préoccupation mineure
Statut CITES
L'Autour à tête grise (Tachyspiza poliocephala) est une espèce d'oiseaux du genre Tachyspiza  anciennement classée comme membre du genre Accipiter. Il fait partie de la famille des Accipitridae. Il s'agit d'un oiseau de petite taille endémique de l'île de Nouvelle-Guinée à l'ouest de la Mélanésie, il est aussi présent sur certaine îles Indonésiennes à l'ouest de la Nouvelle-Guinée, ainsi que des îles au sud est de la Papouasie-Nouvelle-Guinée. Il s'agit d'une espèce assez commune classée comme de préoccupation mineure par Union internationale pour la conservation de la nature.

## Description
L'autour à tête grise est un Tachyspiza de petite taille faisant 30 à 36 cm de long pour un poids de 180 à 380 g, les plus grands individus peuvent faire 38 cm de long, mais il s'agit de cas exceptionnels,,,. L'autour a une envergure d'entre 56 et 65 cm ce qui est plus petit que l'autour à manteau noir ou l'autour de Doria avec qui il partage la même île, mais c'est relativement semblable à l'autour bleu et gris,,,. La queue fait 15 à 17 cm ce qui est comparable à l'autour bleu et gris, a l'autour à ventre blanc qui vient de Nouvelle-Calédonie ou à l'autour des Fidji,,,,,. Les mâles sont légèrement plus petit que les femelles. En moyenne, les mâles représentent en taille 80% de la taille de la femelle, c'est une différence de taille qui est moins importante que chez les autres autours. On retrouve cette différence chez l'épervier des Nicobar, chez l'épervier à queue tachetée ou chez l'autour imitateur,,,. Les ailes ont des bouts pointus, le bec est fort, les pattes assez longues avec des doigts courts,,,. Les mâles et les femelles adultes ont le dessus gris ardoisé, leur tête et leur manteau sont gris pâle,,,. Le dessous est blanc et la poitrine est délavée ou barrée de gris. La cire et les pattes sont rouge orangé,,,. Les rémiges sont à la base blanchâtre finement barré, aux extrémités cela est plus marqué,,,. La queue en dessous est faiblement barrée. Il arrive que certains individu aient des queues totalement noires, mais cela reste rare,,,. Les juvéniles ont un dessus brunâtre couleur ardoise foncé, avec de fin lisérés chamois,,,. Un manteau moucheté de blanc et une queue à barres indistinctes, le dessous est couleur crème. Les pattes sont orange-jaune,,,. Les femelles juvéniles se différencient des mâles juvéniles par une couleur plus blanc-crème et des pennes grisâtres relativement fines qui barrent leurs rémiges,,,. Quelle que soit la forme du plumage, les adultes affichent un bec qui varie du brun sombre au brun violacé. En dehors de la période de reproduction, l'autour à tête grise vit généralement seul. Cet oiseau a la réputation de ne pas planer, mais il serait vraiment surprenant qu'il ne pratique pas de parades ou des vols circulaires aériens. Discret dans son comportement sexuel, l'autour à tête grise l'est également dans son comportement de chasseur. Il chasse à l'affût.

## Chant et cris
Les autours à tête grise ne sont pas des rapaces très vocaux. D'après les rares témoignages, les autours à tête grise émettent des cris montants à peine articulés qui durent de 2 à 3 secondes. Ces productions semblent être plus rapides que celles des autres rapaces de la même catégorie qui peuplent l'ensemble de l'île de Nouvelle-Guinée.

## Alimentation
Le autours à tête grise se nourrissent principalement de lézards comme des geckos ou même des petits varans, ainsi que de petits serpents, d'insectes et autres arthropodes qui sont en revanche plus rares,. Les oiseaux, à l'exception de proies faciles, sont rarement poursuivis,. Les autours à tête grises chassent à l'affût à partir d'un perchoir et leurs mouvements sont rares et brefs,.

## Reproduction
La période de nidification doit se situer entre le mois d'août et le mois de décembre,. Au mois de janvier et parfois même au mois de février, certains jeunes oisillons n'ont pas encore pris leur envol,. Le nid est construit avec des morceaux de bois et l'intérieur est garni avec des feuilles. Il est placé habituellement sur la fourche d'un grand arbre, à une très grande hauteur (plus de 20 mètres) au-dessus du sol pour se protéger de prédateurs éventuel,. Les autours à tête grise nichent parfois dans les jardins des villages où ils trouvent un emplacement ou un site souvent très proche de celui d'une colonie de Stourne luisant (Aplonis métallica),. On connaît un exemple où un nid d'autour n'était pas distant de plus de 2 mètres de celui d'un sturnidé,. Les raisons pour lesquels cela les attire est un mystère,.

## Répartition et habitat
Les autours à tête grise se retrouvent sur l'île de Nouvelle-Guinée ainsi que sur des îles adjacentes comme Waigeo, Batanta, Salawati, Misool, aux îles Aru et Yapen pour la partie indonésienne, et les îles d'Entrecasteaux, Fergusson et les Louisiades,,,. Malgré la grande répartition de cette espèce il n'existe pas de sous-espèce d'autour à tête grise, il s'agit d'un taxon monotypique,,,. Ce sont des oiseaux qui vivent dans des zones forestière ou ils peuvent chasser à l'affût,,,. Ils vivent jusqu'à 1500 m d'altitude, et donc n'habitent pas en grande majorité la chaîne Centrale, ni la chaîne de Sudirman, région occupé par l'autour à manteau noir qui est un rapace de montagne,,,. Il aime aussi les zones de culture en particulier pour la nidification,,,. Ces oiseaux ne migrent pas et sont donc sédentaires,,,.

## Menaces, statut de conservation
On ne possède pas d'information précise sur les densités et sur les effectifs mais, comme pour la plupart des espèces de la région, ils sont sans doute sous-estimés du fait de la difficulté pour les scientifiques de suivre ces populations d'oiseaux dans des zones vastes et dans des zones où il n'est pas facile de se déplacer,,,. Les autours à tête grise occupent une surface à peu près équivalente à 800 000 kilomètres carrés,,,. Leur population globale est estimée à quelques dizaines de milliers d'individus (d'après Birdlife de 10 000 à 99 000 individus) ce qui est bien plus que les espèces endémiques des îles voisines de Nouvelle-Bretagne et Nouvelle-Irlande,,,. L'espèce est considérée comme stable,,,.